# The Evil of the Daleks
The Evil of the Daleks (La Malignité des Daleks) est le trente-sixième épisode de la première série de la série télévisée britannique de science-fiction Doctor Who, diffusé pour la première fois en sept parties hebdomadaires du 20 mai au 1er juillet 1967. Introduisant dans la série Victoria Waterfield, jouée par Deborah Watling, il s'agit du dernier épisode des années 1960 ayant pour ennemis principaux les Daleks. Sur les sept parties de cet épisode, une seule a été conservée.

## Accroche
À l'origine du vol du TARDIS, les Daleks amènent le Docteur et le contraignent à effectuer une expérience qui permettrait de les rendre totalement invincibles : tenter de trouver ce qui rend les humains si uniques...

## Casting
- Patrick Troughton — Le Docteur
- Frazer Hines — Jamie McCrimmon
- Deborah Watling  — Victoria Waterfield
- John Bailey — Edward Waterfield
- Marius Goring — Theodore Maxtible
- Brigit Forsyth — Ruth Maxtible
- Geoffrey Colville — Perry
- Griffith Davies — Kennedy
- Alec Ross — Bob Hall
- Windsor Davies — Toby
- Sonny Caldinez — Kemel
- Gary Watson — Arthur Terrall
- Jo Rowbottom — Mollie Dawson
- Peter Hawkins & Roy Skelton — Voix des Daleks
- Robert Jewell, Gerald Taylor, John Scott Martin, Murphy Grumbar, Ken Tyllsen — Daleks

## Résumé
Londres, aéroport de Gatwick, le Docteur et Jamie sont à la recherche du TARDIS qui avait été enlevé par les employés car il gênait le décollage des avions. Ils ont juste le temps de voir le vaisseau se faire emmener par un camion. Enquêtant sur l'enlèvement, ils tombent sur la piste d'un amateur d'art nommé Edward Waterfield et de son subordonné Kennedy. Waterfield est un homme étrange qui semble être sorti du XIXe siècle. Il possède des photos du Docteur et de Jamie, surveille leur investigation et semble avoir une pièce cachée derrière sa bibliothèque. Fouinant dans la pièce cachée, Kennedy est surpris par un Dalek qui se matérialise face à lui et le tue.
Le Docteur et Jamie entre chez Waterfield et constatent l'assassinat de Kennedy. Waterfield les piège grâce à un gaz dans sa salle secrète qui les endort. Il utilise sa machine pour que tous se rematérialisent dans une demeure près de Canterbury en l'année 1866. Là, Waterfield lui présente son associé Maxtible et lui explique qu'ils ont été forcés d'agir ainsi par des créatures démoniaques, les Daleks, qui tiennent Victoria, la fille d'Edward en otage. Celles-ci souhaitent que le Docteur aide Maxtible dans ses travaux sur l'électricité statique et sur le facteur humain. En effet, les humains ayant réussi à défaire plusieurs fois les Daleks dans le passé, ceux-ci souhaitent isoler le facteur humain qui les rend supérieurs et se l'injecter afin de devenir une race invincible. Ils prévoient pour cela d'effectuer des tests sur Jamie.
Jamie se fait kidnapper par un homme du nom de Toby. Il est alors libéré par Arthur Terrall, le fiancé de Ruth, la fille de Maxtible. Terrall semble souffrir d'étranges troubles de la personnalité et de retour à la demeure, Jamie enquête sur lui. De son côté, Maxtible entraîne un surhomme, Kemel, afin qu'il haïsse Jamie et l'attaque dès qu'il tentera de franchir un couloir. Le Docteur quant à lui se voit obligé de suivre les plans des Daleks et afin de faire des tests sur les humains, il manipule Jamie pour qu'il aille sauver Victoria Waterfield, prisonnière des Daleks dans l'aile sud de la demeure.
Cette nuit là, Toby tente de rentrer dans la demeure et se fait tuer par un Dalek. Jamie quant à lui, décide de s'aventurer dans l'aile sud, piégée par les Daleks, sans savoir que ses actions sont retransmises et observées par les Daleks, Maxtible et le Docteur. Jamie est attaqué par Kemel, mais au cours de la bagarre, Kemel tombe par la fenêtre et Jamie lui sauve la vie. Kemel décide de l'aider à traverser les différents pièges se trouvant sur leur chemin. Toutes leurs actions sont commentées par le Docteur qui y voit toutes les forces humaines que les Daleks n'auront pas : courage, altruisme, instinct, pitié, amitié, compassion... Ils atteignent la chambre de Victoria après avoir tué quelques Daleks.
Pendant ce temps là, Waterfield et Maxtible cachent le corps de Toby et se disputent, Terrall devient de plus en plus violent lorsque l'on parle de Victoria, et Maxtible avoue à sa fille qu'il ne fait tout cela que parce que les Daleks lui ont promis qu'ils lui livrerait le secret de la transformation du plomb en or par l'alchimie. Alors que Maxtible hypnotise sa bonne, Molly, afin qu'elle oublie complètement avoir entendu les cris de Victoria dans l'aile sud, le Docteur demande à Terrall pourquoi il ne l'a jamais vu manger ou dormir depuis qu'ils sont ici. Terrall s'énerve et lorsque le Docteur sort de la pièce, il se met à entendre des voix dans sa tête. Maxtible lui demande d'aller lui chercher Victoria Waterfield.
Jamie et Kemel se barricadent dans la chambre de Victoria. Jamie lui demande comment elle s'est fait capturer par les Daleks mais celle-ci était hypnotisée par Maxtible et n'arrive plus à s'en souvenir. Terrall arrive pour enlever Victoria, il se bat contre Jamie jusqu'à ce qu'une douleur à l'intérieur de son crâne le terrasse. Le Docteur arrive et le libère d'une sorte de collier de soumission qu'il porte autour du cou. Jamie accuse le Docteur de pactiser avec les Daleks et se fâche contre lui.
Le Docteur libère trois Daleks dans lequel il a injecté le "facteur humain". Au lieu d'être menaçants, les Daleks se révèlent être joueurs et s'amusent comme des enfants. Le Docteur est heureux car il a enfin changé la nature belliqueuse des Daleks et il leur attribut des noms, Alpha, Beta et Omega qu'il grave sur leurs coques. L'expérience est finie et tous se retrouvent sur Skaro après que les Daleks ont fait exploser la maison de Maxtible. Le Docteur et Jamie sont conviés à se présenter face à un Dalek géant, l'empereur Dalek. Le Docteur raconte à l'empereur qu'il va utiliser ses Daleks humanisés pour lancer une révolution sur Skaro : ceux-ci vont se mettre à questionner les ordres, ce qui était le but du Docteur depuis le début. L'Empereur lui révèle qu'en vérité, son plan était de connaître le facteur humain afin d'isoler le facteur "Dalek", et qu'ils peuvent dorénavant transformer les humains en Daleks et changer l'Histoire de la Terre.
Les Daleks font croire à Maxtible qu'il recevra la formule pour changer le plomb en or et l'aspergent de "facteur Dalek" ce qui le rend obéissant à leurs ordres. Les Daleks tentent d'injecter le facteur Dalek au Docteur, mais celui-ci, étant un extra-terrestre, en réchappe. Il en profite pour saboter leur machine afin de changer le "facteur Dalek" par du "facteur humain". Certains Daleks se mettent à questionner les ordres, ce qui engendre une rébellion. Au cours des événements ayant amené la chute de l'Empereur Dalek, Edward Waterfield se sacrifie en protégeant le Docteur et Maxtible sous l'influence Dalek, tue Kemel. Désormais orpheline, Victoria suit le Docteur et Jamie à l'intérieur du TARDIS.

## Continuité
- Cet épisode commence immédiatement après les événements relatés dans l'épisode précédent avec la recherche du TARDIS à l'aéroport de Gatwick. L'un des employés demande même au Docteur de s'adresser au commandant de l'aéroport, ce qu'il refuse au vu des problèmes qu'il a eu auparavant avec lui.
- Le 20 juillet 1966 est surnommé par les fans de la série « The busiest Day on earth » car il s'y déroule en parallèle les événements de « The War Machines » (avec le premier Docteur) de « The Faceless Ones » et l'enlèvement du TARDIS par les Daleks au début de cet épisode.

### Daleks
- Il s'agit de la première apparition de l'Empereur Dalek à la télévision. Il avait déjà été imaginé auparavant par Terry Nation et dessiné sous sa forme finale dans un comic-book nommé "Dalek Outer Space Book 1967" et paru durant la période de noël 1966[1].
- Le Docteur retourne pour la première fois sur Skaro depuis « The Dead Planet » et les fans se sont longtemps demandé lequel de ces deux épisodes arrivait le premier dans l'Histoire des Daleks. En effet, les deux histoires se terminent dans le futur avec l'extermination des Daleks tels qu'on les connait. Il fut établi néanmoins que cet épisode avait eu lieu "avant" la guerre finale entre les Daleks et les Thals et que les Daleks humanisés avaient été tués.
- L'humanisation des Daleks est un thème qui reviendrait assez souvent dans la série, dans des épisodes comme « Dalek » (2005) où un Dalek absorbe l'ADN de Rose Tyler ou « DGM : Dalek génétiquement modifié » (2008) ainsi que la transformation d'humains en Daleks dans « A la croisée des chemins » et « L’Asile des Daleks » (2012)
- Les Daleks disparaîtraient temporairement de la série pour ne revenir que 5 saisons plus tard dans « Day of the Daleks ».